# Watashi no niisan
Pour plus de détails, voir Fiche technique et Distribution.
Watashi no niisan (私の兄さん, litt. « Mon frère aîné ») est un film japonais réalisé par Yasujirō Shimazu, sorti en 1934.

## Synopsis
Shigeta dirige une petite société de taxi, une nuit l'un de ses chauffeurs ramène un « client » inhabituel, il s'agit de Fumio son demi-frère. Ce dernier, légèrement éméchée, demande des nouvelles de sa mère souffrante. Fumio est un jeune homme à la sensibilité à fleur de peau qui souffre du rejet qu'il subit de sa mère à cause de sa vie dissolue. Shigeta lui enjoint de lui rendre visite et de renoncer à ses mauvaises fréquentations.
Deux hommes se présentent pour un taxi, mais aucun chauffeur n'est disponible. Fumio accepte de se charger de la course qui les mènent à Yoyogi. Là, les hommes lui demandent d'attendre leur retour. Soudain surgit une jeune femme qui implore l'aide de Fumio, elle est poursuivie par ses deux clients. Il démarre au nez et à la barbe des deux hommes. Le soleil s'est déjà levée lorsque Fumio et Sumako se restaurent dans une gargotte, et chacun conte son histoire. Sumako s'est enfuie de chez elle car elle refuse le mari — l'un de ses deux poursuivants — que sa mère cherche à lui imposer.
Fumio dépose Sumako chez l'un de ses amis. Lorsqu'il retourne au garage, les deux hommes l'attendent de pied ferme et une violente dispute s'engage. Plus tard, il rend visite à sa mère souffrante qui lui reproche vertement sa mauvaise vie. Il raccompagne Sumako à son domicile dans un quartier huppé de Tokyo. Il lui conseille de ne pas se heurter à sa mère et de simplement lui expliquer qu'elle refuse le mariage envisagé.
Quelque temps plus tard Fumio semble avoir repris en main sa vie, il dirige avec son frère l'entreprise de taxi. Une jeune femme se présente pour une course, il s'agit de Sumako, qui ne veut pas d'autre chauffeur que le « patron », Fumio accepte avec entrain.

## Fiche technique
- Titre original : 私の兄さん (Watashi no niisan?)
- Titre : Mon frère aîné[1]
- Réalisation : Yasujirō Shimazu
- Assistants réalisateurs : Shirō Toyoda, Kōzaburō Yoshimura, Takeshi Satō (ja)
- Scénario : Yasujirō Shimazu
- Photographie : Subaru Kuwabara (assistant : Keisuke Kinoshita)
- Musique : Hikaru Saotome
- Décors : Yonekazu Wakita
- Société de production : Shōchiku
- Société de distribution : Shōchiku
- Pays de production :  Empire du Japon
- Langue originale : japonais
- Format : noir et blanc — 1,33:1 — 35 mm — son mono
- Genres : drame
- Durée : 69 minutes
- Date de sortie : 
  - Empire du Japon : 13 décembre 1934[2]

## Distribution
- Kazuo Hasegawa (crédité sous le nom de Chōjirō Hayashi) : Fumio
- Kinuyo Tanaka : Sumako
- Reikichi Kawamura : Shigeta, patron de la société de taxi et frère aîné de Fumio
- Utako Suzuki (ja) : Takako, la mère de Fumio et la belle-mère de Shigeta
- Takeshi Sakamoto : Nagamatsu, un chauffeur de taxi
- Kenji Ōyama : Uebayashi, un chauffeur de taxi
- Shigeo Akaji : Tanaka, un chauffeur de taxi
- Ryūji Ishiyama (ja) : Koga, un chauffeur de taxi
- Yoshiko Tsubouchi : Sachiko, la secrétaire de Shigeta
- Tokuji Kobayashi : Senko, un ami de Fumio
- Shin'yō Nara (ja) : homme à la recherche de Sumako
- Kanji Kawara (ja) : homme à la recherche de Sumako
- Isamu Yamaguchi (ja) : un homme louche
- Shōichi Nodera (ja) : patron de la gargotte
- Junko Matsui (ja)